# Henriette Kummerfeld
Henriette (Henny) Kummerfeld (* 19. Mai 1869 in Georgsmarienhütte; † 11. Februar 1915 in Düsseldorf) war eine deutsche Malerin.

## Leben und Werk
Henny Kummerfeld war die Tochter von Karl Kummerfeld, Maschinendirektor der Georgsmarienhütte bei Osnabrück, und dessen Ehefrau Luise, geb. Lohde.
Über eine künstlerische Ausbildung ist nichts bekannt. Jedoch hielt sie sich nachweislich um 1900 in der Künstlerkolonie im belgischen Mol auf. Dort lebten und arbeiteten Künstler aus Belgien, Deutschland, England, Frankreich, den Niederlanden und den USA. Neben Kummerfeld kamen noch u. a. Eugen Kampf, Hermann Lasch, Otto Marotz, Otto Reichert und Hedwig Petermann aus Deutschland.
Am 28. Januar 1904 verzog Henny Kummerfeld von Georgsmarienhütte nach Düsseldorf. Anfangs wohnte sie in der Schumannstraße 42, später in der Cranachstraße 38. In Düsseldorf blieb sie fortan – allein unterbrochen von Studienreisen – ansässig und tätig.
Ab etwa 1907 lassen sich Ausstellungsbeteiligungen von Kummerfeld nachweisen. Ebenso fallen auch ihre Aktivitäten beim Verein Düsseldorfer Künstlerinnen und dem Frauenkunstverband in diese Zeit. Bei letzterem war sie zudem im Vorstand tätig.
Henny Kummerfeld blieb ledig und hatte wohl auch keine Kinder. Sie starb am 11. Februar 1915 im Evangelischen Krankenhaus Düsseldorf. Nach ihrem Tod gerieten Henny Kummerfeld und ihr Schaffen in Vergessenheit, auch lassen sich keine posthumen Ausstellungsbeteiligungen nachweisen.
Die wenigen überlieferten Gemälde, wie auch die Titelangaben der Ausstellungskataloge, lassen eine Vorliebe für Landschaften und dörfliche Motive erkennen. Kummerfeld führte diese Sujets in einer verhalten impressionistischen Auffassung aus. Die oftmals menschenleeren Ansichten wirken durch das gedämpfte Kolorit ruhig und stimmungsvoll.
Henny Kummerfeld war Mitglied beim Verein Düsseldorfer Künstlerinnen und beim Frauenkunstverband.

## Ausstellungsbeteiligungen
- 18. August – 3. September 1907: Ausstellung in der Gemeindeschule Mol  „von Künstlern, die in Moll und Umgebung gearbeitet haben“ („Kunsttentoonstelling van schilderijen der Kunstenaars die te Moll en omsreken hebben gewerkt“).
- 1909: beteiligt mit dem Gemälde Frühling (Katalognummer 931) an der „Großen Berliner Kunstausstellung“.
- 1912: Beteiligung mit dem Werk Der Festplatz der Metallarbeiter (Kat.Nr. 1084) an der „Münchener Jahresausstellung“ im Glaspalast.
- 1914: wird ihr Gemälde Durchblick (Kat.Nr. 1114) bei der „Großen Berliner Kunstausstellung“ gezeigt.
- 1914: ist sie mit Pappeln (Kat.Nr. 1334) nochmals bei der Münchner Glaspalast-Ausstellung vertreten.
- 1914: beteiligt sie sich an der „Ausstellung des Kunstvereins für die Rheinlande und Westfalen“ in Düsseldorf.